# NGC 7212
NGC 7212 este o galaxie seyfert de tip 2⁠(d) situată în constelația Pegas. A fost descoperită în 1886 de către Lewis A. Swift.